# Svenska inomhusmästerskapen i friidrott 2024
Svenska inomhusmästerskapen i friidrott 2024 arrangerades mellan den 16 och 18 februari 2024 i Eva Lisa Holtz Arena i Karlstad. Herrarnas höjdhopp hölls dock i ECG Arena i Kil. Arrangörsklubbar för mästerskapet var IF Göta och Kils AIK. Det var den 59:e upplagan av svenska inomhusmästerskapen i friidrott.
Inomhus-SM i mångkamp avgjordes mellan den 20 och 21 januari 2024 i Sollentuna friidrottshall.

## Medaljörer

### Herrar
| Gren             | Guld                            | Guld          | Silver                        | Silver        | Brons                            | Brons        |
| 60 meter         | Henrik Larsson IF Göta          | 6,69          | Viktor Thor Strands IF        | 6,73 0SB0     | Simon Plesse Upsala IF           | 6,74 0=PB0   |
| 200 meter        | Erik Erlandsson IFK Lund        | 20,98 0PB0    | Linus Pihl Lerum Friidrott    | 21,07 0PB0    | William Trulsson Malmö AI        | 21,08 0PB0   |
| 400 meter        | Carl Bengtström Örgryte IS      | 46,43         | Kasper Kadestål Malmö AI      | 47,05 0PB0    | Emil Johansson Turebergs FK      | 47,40 0SB0   |
| 800 meter        | Andreas Kramer Ullevi FK        | 1.47,93       | Habtom Asgede Turebergs FK    | 1.48,89 0PB0  | Alexander Lundskog Ullevi FK     | 1.49,94      |
| 1 500 meter      | Andreas Kramer Ullevi FK        | 3.42,24 0SB0  | Jonathan Grahn Mölndals AIK   | 3.44,41       | Leo Magnusson Sävedalens AIK     | 3.44,58      |
| 3 000 meter      | Jonathan Grahn Mölndals AIK     | 8.03,67 0SB0  | Oliver Löfqvist Spårvägens FK | 8.05,33       | Emil Blomberg Hässelby SK        | 8.08,68 0PB0 |
| 60 meter häck    | Max Hrelja Malmö AI             | 7,76          | Marvin Tay Spårvägens FK      | 8,00 0=SB0    | Anton Levin IFK Lidingö          | 8,01         |
| 5 000 meter gång | Mustafa Aenenboyr Eskilstuna FI | 24.51,60 0PB0 | Birger Fält Mälarhöjdens IK   | 25.16,09 0SB0 | Christer Svensson Växjö AIS      | 27.06,56     |
| Höjdhopp         | Melwin Lycke Holm Kils AIK      | 2,20 0PB0     | Joakim Wadstein Mölndals AIK  | 2,03 0SB0     | Gustav Malmkvist Katrineholms SK | 2,03 0PB0    |
| Stavhopp         | William Asker Örgryte IS        | 5,37 0PB0     | Robin Jacobsson Ullevi FK     | 5,32 0PB0     | Axel Rogö IFK Göteborg           | 5,22 0PB0    |
| Längdhopp        | Thobias Montler Ullevi FK       | 7,99 0SB0     | Joakim Hellbratt Huddinge AIS | 7,65 0PB0     | Jesper Hellström Hässelby SK     | 7,51 0SB0    |
| Tresteg          | Lukas Edqvist Örgryte IS        | 15,80 0PB0    | Gabriel Wallmark Örgryte IS   | 15,73         | Jesper Hellström Hässelby SK     | 15,65 0SB0   |
| Kula             | Wictor Petersson Malmö AI       | 20,18         | Jesper Arbinge Spårvägens FK  | 19,83 0PB0    | Leo Zikovic Örgryte IS           | 17,86 0PB0   |
| Viktkastning     | Ragnar Carlsson Hässelby SK     | 22,54         | Simon Pettersson Upsala IF    | 19,39 0SB0    | Karl Ludvik Turebergs FK         | 19,09 0SB0   |
| Sjukamp          | Marcus Nilsson Högby IF         | 5 706 p 0SB0  | Elliot Duvert Hässelby SK     | 5 575 0PB0    | Viktor Rydåker Upsala IF         | 5 141 0PB0   |

### Damer
| Gren             | Guld                                   | Guld             | Silver                           | Silver        | Brons                               | Brons        |
| 60 meter         | Julia Henriksson Malmö AI              | 7,22 0PB0        | Michelle De Silva Mölndals AIK   | 7,36 0PB0     | Olivia Lundberg Mölndals AIK        | 7,43         |
| 200 meter        | Julia Henriksson Malmö AI              | 23,03 0MR0, 0NR0 | Nora Lindahl Hässelby SK         | 23,76         | Moa Hjelmer Spårvägens FK           | 23,86 0SB0   |
| 400 meter        | Moa Hjelmer Spårvägens FK              | 53,51 0SB0       | Moa Granat Turebergs FK          | 53,61 0PB0    | Lisa Lilja Örgryte IS               | 53,83        |
| 800 meter        | Maria Freij Malmö AI                   | 2.05,50          | Julia Nielsen Örgryte IS         | 2.05,89       | Lovisa Lindh Ullevi FK              | 2.06,52      |
| 1 500 meter      | Yolanda Ngarambe Turebergs FK          | 4.10,39 0MR0     | Wilma Nielsen Örgryte IS         | 4.18,50 0PB0  | Julia Nielsen Örgryte IS            | 4.19,66 0PB0 |
| 3 000 meter      | Yolanda Ngarambe Turebergs FK          | 9.04,45 0SB0     | Emilia Lillemo Täby IS           | 9.14,74       | Hanna Hermansson Turebergs FK       | 9.21,93      |
| 60 meter häck    | Lovisa Karlsson Högby IF               | 8,21 0PB0        | Julia Wennersten IK Ymer         | 8,26          | Alva von Gerber Huddinge AIS        | 8,34 0PB0    |
| 3 000 meter gång | Linda-Louise Köld Johansson SK Svängen | 17.44,46 0PB0    | Nashieli Karlström Eskilstuna FI | 18.04,14 0PB0 | Camilla Boander Eskilstuna FI       | 18.30,78     |
| Höjdhopp         | Ellen Ekholm Ullevi FK                 | 1,88 0SB0        | Bianca Salming Turebergs FK      | 1,88 0SB0     | Engla Nilsson Örgryte IS            | 1,78         |
| Stavhopp         | Kajsa Roth IFK Göteborg                | 4,12             | Annika Jönsson Spårvägens FK     | 4,07 0SB0     | Sara Winberg Täby IS                | 4,00 0PB0    |
| Längdhopp        | Lovisa Karlsson Högby IF               | 6,55 0PB0        | Maja Åskag Råby-Rekarne FIF      | 6,49 0PB0     | Tilde Johansson Falkenbergs IK      | 6,48 0SB0    |
| Tresteg          | Maja Åskag Råby-Rekarne FIF            | 13,44 0SB0       | Rebecka Abrahamsson Örgryte IS   | 13,31         | Emelie Nyman Wänseth Östersunds GIF | 13,04 0SB0   |
| Kula             | Sara Lennman Spårvägens FK             | 18,29 0PB0       | Fanny Roos Malmö AI              | 17,97         | Vanessa Kamga Hässelby SK           | 16,19        |
| Viktkastning     | Grete Ahlberg Hammarby IF              | 22,45 0PB0       | Rebecka Hallerth Spårvägens FK   | 21,23 0PB0    | Sara Forssell IF Göta               | 21,08 0SB0   |
| Femkamp          | Bianca Salming Turebergs FK            | 4 453 p 0PB0     | Erika Wärff Malmö AI             | 3 974 0SB0    | Sophie Reid IK Ymer                 | 3 765 0SB0   |